# Strážný

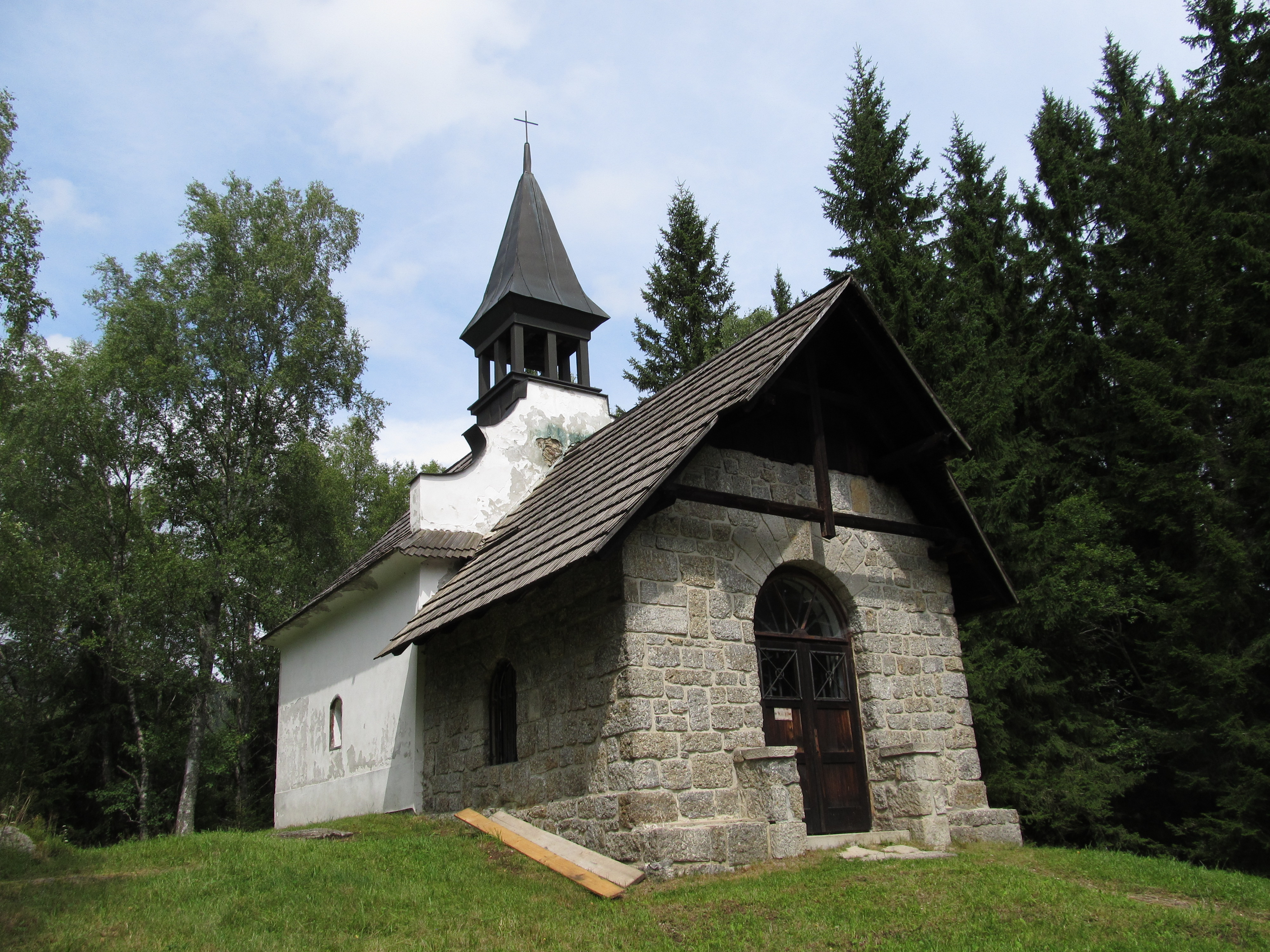
Marienkapelle auf dem Kamenný vrch bei Strážný

Strážný, bis 1955 Kunžvart, (deutsch Kuschwarda) ist eine Minderstadt in Tschechien. Sie befindet sich im Okres Prachatice im Böhmerwald an der deutsch-tschechischen-Grenze.

## Geographie

### Lage
Strážný liegt am Fuße des 1115 m hohen Strážný (Schlösselberg) an der Častá (Kiesbach).

### Klima
Die Berge schützen das Tal vor kalten Nord- und Westwinden. Daher hat Strážný trotz seiner relativ hohen Lage ein mildes Klima.

## Gemeindegliederung
Die Gemeinde Strážný besteht aus den Ortsteilen Hliniště (Leimsgrub), Kořenný (Schlösselbach), Řasnice (Pumperle) und Strážný, dem Wohnplatz Mlýn Řasnice sowie den Wüstungen Adolfova pila (Adolfsäge), Buchethäuser, Dolní Cazov (Unterzassau), Dolní Světlé Hory (Unterlichtbuchet), Haselberg, Horní Světlé Hory (Oberlichtbuchet), Josefov (Josefsthal),  Silnice (Landstraßen), Stodůlky (Scheureck), Točná (Farbenhäuser, auch Krennhäusel) und U slepého Matěje  (Blindehiesl). Grundsiedlungseinheiten sind Dolní Cazov, Dolní Světlé Hory, Hliniště, Horní Světlé Hory, Řasnice, Silnice, Stodůlky und Strážný.
Das Gemeindegebiet gliedert sich in die Katastralbezirke Dolní Cazov, Dolní Světlé Hory, Hliniště, Horní Světlé Hory, Řasnice, Silnice, Stodůlky u Strážného und Strážný.

### Nachbargemeinden
|                   | Borová Lada                                 | Horní Vltavice       |
| Mauther Forst (D) | Kompassrose, die auf Nachbargemeinden zeigt | Lenora               |
| Philippsreut (D)  | Philippsreuter Wald (D)                     | Stožec Haidmühle (D) |

## Geschichte
Wahrscheinlich zu Beginn des 14. Jahrhunderts ließ König Johann von Luxemburg die Burg Kunžvart zum Schutz des Goldenen Steigs errichten. Die erste urkundliche Erwähnung der als castrum Kungenslen bezeichneten Burg erfolgte 1359 als Karl IV. Pešek von Janovice und dessen Neffen Herbart den Besitz der Herrschaft Winterberg bestätigte. Die Herren von Vimperk waren mit der Wacht und der Burgbesatzung vertraut, wobei sie des Öfteren in Konflikt mit den Passauer Fürsterzbischöfen gerieten. Zwischen 1458 und 1470 fielen feindliche Streifscharen in das Gebiet ein und plünderten Säumerzüge. Nach einem Brand von 1578 wurde die Burg aufgegeben.

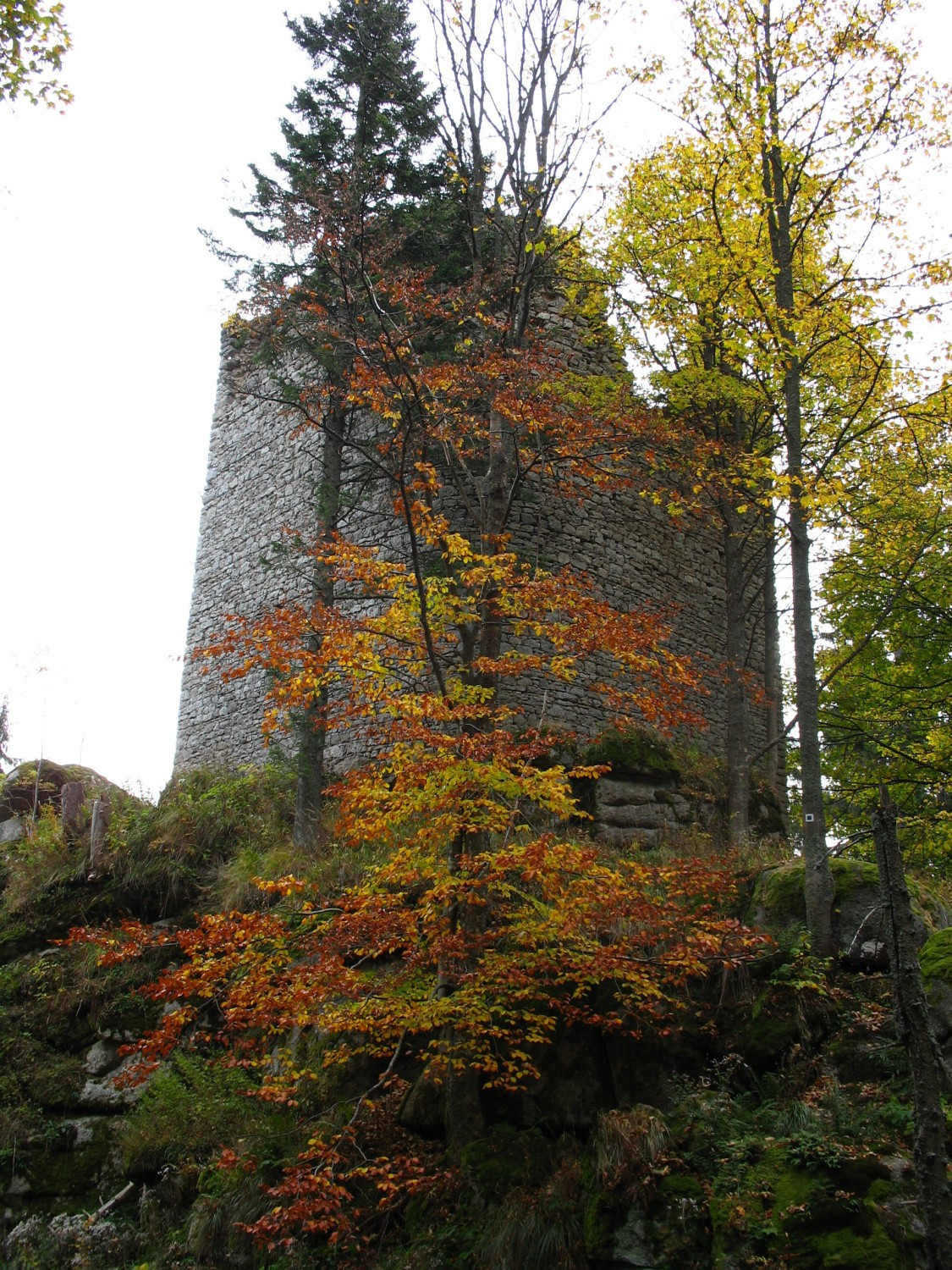
Bergfried der Burgruine Kunžvart (Kuschwerda)

1672 entstand im Bärenloch eine Niederlage für den Handelsverkehr auf dem Goldenen Steig. 1688 bewilligte die Dominikalverwaltung Krummau die Ansiedlung von sechs weiteren Siedlern im Bärenloch. Zwei Jahre später wurde ein Forstrevier eingerichtet. Im Jahre 1735 erhielt das Dorf Bärenloch nach der wüsten Burg den neuen Namen Kuschwarta bzw.Kunžvart. Zwischen 1780 und 1781 wurden die Dreifaltigkeitskirche und ein Pfarrhaus errichtet, die Weihe erfolgte durch Kardinal Leopold Ernst von Firmian. 1790 bestand das Dorf aus 22 Häusern. 1833 entstand die noch heute bedeutende Straße von Passau nach Prag (heute Bundesstraße 12 (D)) / Fernverkehrsstraße I/4 (CZ). 1840 lebten in den 65 Häusern von Kuschwarda 626 Personen. 1844 erhielt die Gemeinde das Marktrecht für drei Jahrmärkte.
Nach der Aufhebung der Patrimonialherrschaften bildete Kuschwarda ab 1849 eine Marktgemeinde im Gerichtsbezirk Winterberg, ab 1868 gehörte sie zum Bezirk Prachatitz.
Im Jahre 1910 war Kuschwarda auf 93 Häuser angewachsen und hatte 680 Einwohner, darunter zwei Tschechen. 1930 lebten im Dorf 605 Einwohner in 107 Häusern. Auf dem heutigen Gemeindegebiet insgesamt 2.182 Menschen in 393 Häusern. Nach dem Münchner Abkommen wurde Kuschwarda dem Deutschen Reich zugeschlagen und war bis 1945 Teil des Landkreises Prachatitz. Nach dem Ende des Zweiten Weltkrieges kam Kunžvart zur Tschechoslowakei zurück, 1945/46 wurden die deutschsprachigen Bewohner vertrieben. Bei der ersten Volkszählung danach 1950 lebten im Dorf selbst noch 156 und in der Gemeinde 245 Einwohner. Während des Kalten Krieges wurden in Kunžvart Einheiten des Pohraniční stráž stationiert. 1955 erfolgte die Umbenennung in Strážný.
Die Kirche der Dreifaltigkeit wurde 1965 auf Anweisung der Abteilung für das Bauwesen beim ONV (Bezirks-Nationalausschuss) wegen Baufälligkeit gesprengt und der Friedhof eingeebnet. Bei der Sprengung wurde die im ehemaligen Hotel Paulik eingerichtete Schule  beschädigt. Erhalten blieb einzig die lebensgroße Figur der Madonna von Lourdes, die der Pfarrkirche St. Karl Borromäus in Philippsreut überlassen wurde.
Der Grenzübergang Strážný/Philippsreut wurde im Jahr 1971 wiedereröffnet. An diesem starb am 15. Mai 1989 Kevin Strecker im Alter von neun Jahren bei der Flucht seiner Familie.
Bis 2001 blieb die Einwohnerzahl des Ortes bei unter 300 und stieg danach auf über 400 an. Seit 2010 besitzt der Ort den Status eines Městys.

## Verkehr
Über die Bundesstraße 12 / Silnice I/4 ist die Gemeinde mit dem Grenzübergang Philippsreut in Richtung Passau und Prag sehr gut angebunden.

## Wirtschaft
Nach dem Fall des Eisernen Vorhangs entwickelte sich schnell ein auf Grenztourismus basierendes Wirtschaftsleben. Nach dem EU-Beitritt Tschechiens und der damit verbundenen Zollfreiheit ging der Handel in Duty-Free-Shops zurück, jedoch erfreuen sich die grenznahe Tankstelle, die beiden Spielbanken sowie andere Unterhaltungsbetriebe weiterhin anhaltender Beliebtheit, welche durch den Beitritt Tschechiens zum Schengener Abkommen am 21. Dezember 2007 verstärkt wurde.

## Sehenswürdigkeiten

### Bauwerke
- Burg Kunžvart (Kuschwarda, Königswart) auf dem Berg Strážný, erbaut im 14. Jahrhundert.
- Marienkapelle auf dem Kamenný vrch, erbaut 1834

### Sport
- Skiareál Strážný
- Wander- und Radwege

## Söhne und Töchter der Stadt
- Karl Hoschna (1877–1911), Oboist und Komponist
- Isidor Stögbauer (1883–1966), Komponist und Musikpädagoge
- Paul Illing (1904–1984), Kommunalpolitiker der NSDAP, von 1939 bis 1945 Landrat des Landkreises Leitmeritz